# 广州市公共交通集团
广州市公共交通集团有限公司（简称广州公交集团）是广州市人民政府下属的公共交通和道路运输企业，于1998年01月14日成立。

## 沿革
为实现国有公共交通资源优化配置，促进国有交通企业出资人管理职能和行业管理职能分离，推动公交都市建设，2017年5月，经广州市委市政府同意，筹备组建广州市公共交通集团有限公司。广州公交集团共整合4户地面公交企业、1户水上公交企业、7户其他交通企事业单位等12户公共交通国有企事业单位。
2017年5月23日，广州交通集团有限公司变更名称为广州市公共交通集团有限公司。
2017年12月4日，在国家企业信用信息公示系统中，广州市公共交通集团有限公司法定代表人、资金数额、经营场所和经营项目变更。同日为迎接2017广州《财富》全球论坛，采用广州公交logo的广汽比亚迪纯电动公交车率先在125、304、564、886上运营。之后陆续上路的广汽比亚迪新型纯电动公交车，车辆正面都将使用广州公交logo。
2017年12月30日上午，总资产达153亿元的广州公交集团在黄埔区萝岗会议中心正式揭牌，标志着广州市国有公共交通资源优化配置整合基本完成。揭牌活动上，广州公交集团与黄埔区广州开发区签订合作框架协议，与白云机场股份公司、广汽集团、地铁集团等企业签订合作协议，并与腾讯公司、广州移动、中科院广州软件所等联合启动成立广州智慧公共交通联合创新研究院。

## 业务
广州公交集团经营业务涵盖公共汽电车客运、轮渡客运、出租车客运、公路旅客运输、道路货物运输、仓储物流服务、站场建设管理、城市一卡通管理、智能交通建设、附属资源开发与经营等范畴。拥有“友爱在车厢”、“如约”、“白云放心车”、“天字码头珠江游”、“羊城一卡通”等品牌。

### 城市公交
广州公交集团属下拥有广州巴士集團，其擁有多家公交企业。廣州巴士集團经营管理1214条公交线路、13248辆公交车辆、广州市区公交站场83个，管理面积43万平方米。巴士集團经营的线路覆盖广州市全市11个市辖区，日均服务市民536万人次，占广州市公交客运量的81.09%。

### 水上交通
广州公交集团经营水巴航线14条，拥有48艘水巴船舶、34座营运码头，航线总长达53.91公里。经营南海神号、广百号、信息时报号等多艘豪华游船，依托珠江及两岸景观打造特色旅游服务，年接待游客200余万人次。

### 出租汽车
广州公交集团拥有“蓝的”广州市白云出租汽车集团有限公司、“红的”广州公交集团广交出租汽车有限公司和“黄的”广州市广骏旅游汽车企业集团有限公司三大出租汽车品牌，拥有10,225辆巡游出租车。

### 道路客运
广州公交集团拥有省汽车客运站、广州汽车客运站和广州南汽车客运站等44家客运站场、1900多辆客运车辆，经营客运线路2342条，进站班车总数12418辆，日均发送旅客21.24万人次。

### 物流仓储
广州公交集团经营管理货运站场105．84万平方米，自有339辆货运车辆。投资建设广交长运冷链物流中心、黄埔国际医药港和医药物流分拣中心等一批冷链物流、医药物流项目。

### 交通信息化
广州公交集团运营“如约”综合出行平台，拥有“如约的士”、“如约巴士”、“如约学车”等11个子品牌。开发建设基本涵盖城市交通各个行业领域的交通管理信息化系统。

### 城市一卡通
羊城通系统发行量超过5800万张，位列全国第三、华南第一，羊城通系统内消费设备装机超过40000台，合作运营商家约1200家，日均交易量超过1300万笔。目前羊城通覆盖广州市内所有公共交通应用，并拓展至公益项目和便民服务，已发展成为广州市“一卡在手，通行无忧”的多功能电子支付媒介。

## 组织架构
广州公交集团是广州市政府全资大型国有企业，广州市人民政府国有资产监督管理委员会直接监管企业之一。成立时的下属单位包括广州市交通站场建设管理中心、广州市一汽巴士有限公司、广州市第二公共汽车公司、广州市第三公共汽车公司、广州市电车公司、广州市白云出租汽车集团有限公司、广州市客轮公司、广州交通信息化建设投资营运有限公司、广州羊城通有限公司、广州市交通物业发展中心、广州市运输有限公司、广州二运集团有限公司、广州市长途汽车运输公司、广州市国营汽车集装箱运输公司、广州交通集团出租汽车有限公司和广州如约数据科技有限公司等。